# Desa Sirnajaya (administrativ by i Indonesien, lat -6,78, long 107,39)
Desa Sirnajaya är en administrativ by i Indonesien.   Den ligger i provinsen Jawa Barat, i den västra delen av landet, 90 km sydost om huvudstaden Jakarta.